# 내 남자는 바람둥이
《내 남자는 바람둥이》(영어: Suburban Girl)는 미국에서 제작된 마크 클라인 감독의 2007년 로맨틱 코미디 영화이다. 세라 미셸 겔러 등이 출연하였고, 대릴 타자 등이 제작에 참여하였다.

## 출연진
- 세라 미셸 겔러
- 앨릭 볼드윈
- 매기 그레이스
- 버네사 브랜치
- 피터 스콜라리
- 메리언 셀더스
- 에번 모스배크랙
- 크리스 카맥
- 질 아이컨베리
- 마린 아일랜드
- 네이트 코드리
- 빈센트 더폴

## 기타 제작진
- 공동 제작: 린다 맥도너
- 배역: 어맨다 하딩, 어맨다 코블린
- 미술: 리처드 후버
- 의상: 팻 필드